# Käinutjaure
Käinutjaure är en sjö i Jokkmokks kommun i Lappland och ingår i Luleälvens huvudavrinningsområde. Sjön har en area på 0,0421 kvadratkilometer och ligger 443 meter över havet. Käinutjaure ligger i Jelka-Rimakåbbå Natura 2000-område.

## Delavrinningsområde
Käinutjaure ingår i det delavrinningsområde (745614-165534) som SMHI kallar för Utloppet av Stora Lulevatten. Medelhöjden är 424 meter över havet och ytan är 402,21 kvadratkilometer. Räknas de 456 avrinningsområdena uppströms in blir den ackumulerade arean 9 804,74 kvadratkilometer. Avrinningsområdets utflöde Luleälven (Stora Luleälven) mynnar i havet. Avrinningsområdet består mestadels av skog (49 procent). Avrinningsområdet har 163,61 kvadratkilometer vattenytor vilket ger det en sjöprocent på 40,7 procent.